# عادل الكوش
عادل الكوش (مواليد 1 يناير 1979) هو عداء مغربي في المسافات المتوسطة. فاز سنة 1998 ببطولة العالم للشباب في مسافة 1500 متر. في العام التالي حصل على الميدالية الذهبية في دورة الألعاب العربية التاسعة سنة 1999 في سباق 5000 متر. في بطولة العالم لألعاب القوى سنة 1999 و2001، تولى دور إعداد وتيرة سرعة السباق (الأرنب) ليقود مواطنه هشام الكروج إلى النصر.  في أغسطس 2005 حصل على ميدالية فضية في سباق 1500 متر في بطولة العالم.
علقت مشاركته في أغسطس 2007 بعد ثبوت تعاطيه منشطات، مما كلفه الابتعاد عن مدار السباق لمدة عامين. بعدها قرر الاتحاد الدولي لالعاب القوى رفع عقوبة الإيقاف يوم السبت أغسطس 2009 في حقه.

## روابط خارجية
- عادل الكوش على موقع الاتحاد الدولي لألعاب القوى (الإنجليزية)
- عادل الكوش على موقع اللجنة الأولمبية الدولية (الإنجليزية)
- عادل الكوش على موقع أوليمبيديا (الإنجليزية)